# 4Life Direct
4Life Direct Sp. z o.o. – pośrednik ubezpieczeniowy specjalizujący się w sprzedaży ubezpieczeń na życie w systemie direct (sprzedaż bezpośrednia). Spółka została utworzona w 2008 roku, ma siedzibę w Warszawie.
Udziałowcem spółki jest Generali CEE Holding B.V. z siedzibą w Amsterdamie.

## Produkty
4Life Direct jest agentem działającym na rzecz: Generali Życie Towarzystwo Ubezpieczeń S. A. i Generali Towarzystwo Ubezpieczeń S.A. oraz Quantum Leben AG, licencjonowanego przez Liechtenstein Financial Market Authority (FMA). 
Ubezpieczenia oferowane ze pośrednictwem 4Life Direct:
- Bezterminowe Ubezpieczenie na Życie „Moi Bliscy”,
- Twoja Ochrona,
- Ubezpieczenie NNW,
- Ochrona Szpitalna,
- Terminowe Ubezpieczenie na Życie ,,Pomyśl o przyszłości Bliskich”.

## Nagrody i wyróżnienia
- 2024 – Orły Ubezpieczeń[1]
- 2024 – Certyfikat #PetFriendly[2]
- 2023 – Lider zaufania wśród firm ubezpieczeniowych[3]
- 2021 – Brylant Polskiej Gospodarki 2020[4]
- 2021 – Gepard Biznesu 2020[4]
- 2021 – Dwie nagrody dla pracowników 4Life Direct w konkursie Telemarketer Roku 2021 w kategoriach „Rozmowa telefoniczna” i „Sprzedaż retencyjna”[5]
- 2020 – Grand Prix Konkursu Telemarketer Roku 2020[6]
- 2011–  Nagroda Jakość Roku za wysoką jakość obsługi Klienta[7]
- 2010 – 2024 – Godło „Firma Przyjazna Klientowi” za stosowanie najlepszych praktyk w zakresie działań zorientowanych na stałe podnoszenie poziomu obsługi Klienta oraz za skuteczność realizowania założeń polityki zarządzania relacjami z Klientem[8]